# Lázaro Brunetti
El conde Lázaro Fernando Brunetti (en italiano conte Lazzaro Ferdinando Brunetti, en alemán Lazar Ferdinand graf von Brunetti; Massa, 13 de octubre de 1781 - Castelfranco, Toscana, 1838) fue un diplomático italiano al servicio del Imperio austríaco, representante en España del emperador Francisco I durante la mayor parte del reinado de Fernando VII.

## Biografía

### Carrera diplomática

#### Inicios
Miembro de una familia de la nobleza local de Massa, era hijo del conde Giuseppe Ambrogio Brunetti, que fue presidente de la cámara ducal de Massa, y de Colomba Salvioni. Después de completar sus estudios en la universidad de Pisa y en la prestigiosa sociedad Colombaria de Florencia, entró en la carrera diplomática al servicio del napoleónico reino de Italia, en el que se había integrado el ducado de Massa en 1805 (aunque poco después fue cedido al principado de Lucca y Piombino que el emperador creó para su hermana Elisa). Brunetti sirvió como secretario en la legación del reino itálico en Nápoles, donde reinaba el general Murat, hasta la caída de Napoleón en 1814, y se retiró entonces a su Massa natal, que gobernaba de nuevo la duquesa María Beatriz de Este, restaurada en su trono por el congreso de Viena. Sufrió persecuciones por su ideología liberal y sus simpatías bonapartistas, y acabó exiliándose de Massa. Acudió a Carolina Bonaparte, exreina de Nápoles, hermana de Napoléon y viuda de Murat, que vivía retirada en Austria con el título de condesa de Lipona y estaba en buenos términos con el canciller Metternich. Por su recomendación, el canciller fichó a Brunetti para las filas de la diplomacia imperial.

#### España
Después de pasar un tiempo en la cancillería de Viena, en 1817 se le destinó como secretario a la legación de Austria en Madrid, que encabezó como ministro plenipotenciario a partir del 17 de enero de 1819. Al año siguiente, tras el pronunciamiento de Riego, se instaló en España un régimen liberal presidido por la constitución de Cádiz de 1812, y que desde el principio vieron con recelo las potencias conservadoras de la Santa Alianza, entre las que se encontraba Austria. Tras dos años de gobiernos moderados, las elecciones de 1822 dieron la victoria a los liberales exaltados, que se hicieron con el control de las Cortes y formaron un gobierno, encabezado por Evaristo San Miguel, que pretendía aplicar sin paliativos todos los preceptos gaditanos, como la abolición del régimen señorial. Esto desató una insurrección armada de los realistas en todo el territorio y la oposición de las potencias conservadoras que, reunidas en el congreso de Verona, decidieron romper sus relaciones diplomáticas con el gobierno liberal e intervenir militarmente para restablecer la estabilidad. Brunetti abandonó entonces Madrid, el 11 de enero de 1823, y poco después entraron en España las Cien Mil Hijos de San Luis, un ejército francés comandado por el duque de Angulema.
Con el avance de las tropas aliadas, el gobierno y las Cortes se trasladaron a Sevilla y después a Cádiz, llevándose consigo al rey Fernando VII, contra su voluntad. Los realistas formaron en Madrid un consejo de regencia para gobernar el país en nombre del soberano cautivo, que presidía el duque del Infantado, y Metternich decidió enviar a Brunetti de nuevo a Madrid con credenciales que lo acreditaban ante este gobierno provisional, que el conde presentó a Infantado el 12 de julio. El 1 de octubre, Fernando VII desembarca en El Puerto de Santa María, liberado por los aliados tras la batalla de Trocadero, deroga la constitución y declara nulos todos los actos del gobierno. Pocos días después, se reúnen con el rey en Sevilla el duque de Angulema y los embajadores de las otras potencias conversadoras (Brunetti, de Austria, el conde Bulgari, de Rusia, y el barón Royer, de Prusia), que le piden acabe con la intensa represión que se estaba llevando a cabo contra los liberales y le aconsejan que adopte un sistema de gobierno más moderado y conciliador, distinto del absolutismo pleno del sexenio 1814-1820, para garantizar la estabilidad del país y evitar futuros acontecimientos revolucionarios.
Desempeñó el cargo de embajador en España del Imperio austríaco, una vez retomadas las relaciones interrumpidas durante el Trienio Liberal, hasta 1834. El 7 de julio de ese año, Francisco I elevó a Brunetti al rango de conde del Imperio austríaco.

#### Piamonte-Cerdeña. Últimos años
En 1835 fue trasladado a la corte de Turín, como ministro ante el rey Carlos Alberto de Cerdeña, cargo al que se acumuló el de representante en el ducado de Parma desde 1836. Ocupando estos puestos, Brunetti murió en Castelfranco en diciembre de 1838.

### Familia
Siendo ministro en Madrid, en 1824, Brunetti contrajo un ventajoso matrimonio con María Josefa Gayoso y Téllez-Girón, dama de la orden de María Luisa e hija de los marqueses de Camarasa, Joaquín Gayoso de los Cobos y Josefa Téllez-Girón, que lo era a su vez de la rica e influyente duquesa de Osuna. Aunque el conde partió a sus destinos italianos en 1835, su familia quedó instalada en Madrid, donde nacieron y crecieron todos sus hijos:
- Sofía († 1865).[12]
- Cristina (1831-1914), XIII duquesa de Mandas y grande de España desde 1884. Mujer del acaudalado político Fermín de Lasala y Collado, diputado, senador, embajador en Londres y en París, ministro de Fomento y presidente del Consejo de Estado.
- Laura († 1914), IV duquesa de Monteagudo desde 1887. Casada con un banquero francés, el barón Adolphe de Haber.
- Inés († 1925).
- José (1839-1928), XV duque de Arcos y grande de España desde 1892, que sería ministro de España en Estados Unidos y embajador en Rusia y en Italia. Casado con Virginia Lowery, nieta por parte materna de Levi Woodbury, secretario del Tesoro, senador y gobernador de Nuevo Hampshire y juez del Tribunal Supremo de Estados Unidos.

Los hermanos Brunetti heredaron estos títulos de su tío el duque de Osuna, en el reparto que tuvo lugar tras su muerte en 1882.  Estas dignidades no tuvieron continuidad en la familia, pues ninguno de los hijos del conde Brunetti tuvo descendencia.

## Órdenes y cargos

### Órdenes

#### Imperio austríaco
- Caballero de primera clase de la Orden de la Corona de Hierro.[14][15]
- Caballero comendador de la Orden de San Esteban de Hungría.[16][15]

#### Extranjeras
- Caballero gran cruz de la Orden de Carlos III de España.[15]
- Gran cruz de la Orden de Dannebrog de Dinamarca.

### Cargos
- 1817: Chambelán del Emperador de Austria.[15]
- 1834: Consejero íntimo del Emperador de Austria.[15]